# Памашнур
 Памашнур  — деревня в Куженерском районе Республики Марий Эл. Входит в состав Шорсолинского сельского поселения.

## География
Находится в северо-восточной части республики Марий Эл на расстоянии приблизительно 6 км на юго-восток от районного центра посёлка Куженер.

## История
Известна с 1858 года, когда в деревне насчитывалось 11 хозяйств, 111 жителей. В 1874 году в деревне было 12 хозяйств, проживали 112 человек. В 1891 году в деревне было 29 дворов, в 1949 году насчитывалось 45 дворов и 145 жителей, в 1973 году осталось 24 двора. В 1999 году был закрыт медпункт, животноводческую ферму перевели в деревню Шорсола. В советское время работал колхоз «Волна революции».

## Население
Население составляло 83 человека (мари 81 %) в 2002 году, 78 в 2010.

## Известные уроженцы
Глушков Леонид Павлович (род. 1938) — советский и российский спортсмен, тренер по лыжным гонкам.  Заслуженный тренер РСФСР (1974). Заслуженный работник физической культуры Марийской АССР (1988). Мастер спорта СССР (1964).